# Hans-Peter Bischof
Hans-Peter Bischof (* 21. Jänner 1947 in Götzis) ist ein österreichischer Mediziner und ehemaliger Vorarlberger Landespolitiker der ÖVP. Er war von 1997 bis 1999 und von 2004 bis 2006 Landesstatthalter Vorarlbergs.

## Ausbildung und Beruf
Hans-Peter Bischof wurde am 21. Jänner 1947 als Sohn des Gemeindearztes von Götzis, Leopold Bischof und dessen Frau Herta in Götzis geboren. Er besuchte die Volksschule in Götzis und das Gymnasium in Feldkirch, ehe er an das Collegium Bernardi, ein katholisches Privatgymnasium im Kloster Mehrerau in Bregenz, wechselte, wo er schließlich 1966 maturierte. Nach Ableistung des Präsenzdiensts beim Österreichischen Bundesheer in der Sanitätstruppenschule in Wien begann er 1967 sein Studium der Medizin an der Universität Innsbruck, wo er im Jahr 1975 als Doktor der Humanmedizin (Dr. med. univ.) abschloss. Seit 1968 ist er Mitglied der katholischen Studentenverbindung AV Raeto-Bavaria Innsbruck im ÖCV. Am 22. Dezember 1975 heiratete Hans-Peter Bischof die Dornbirner Kinderärztin Brigitte Dörler.
Nach mehrjähriger Berufspraxis erlangte er 1983 den Abschluss der Facharztausbildung für Innere Medizin und wurde leitender Oberarzt der Intensivstation des Landeskrankenhaus Bregenz. 1989 wurde er zudem Additivfacharzt für Kardiologie. Ab dem Jahr 1991 war er Leiter der Intensivstation des LKH Bregenz, 2008 ging er in Pension. Seit dem 11. November 2008 ist er ehrenamtlich als Präsident des Vereins Institut für Sozialdienste (IfS) tätig.

## Politische Karriere
Die politische Karriere Bischofs kann als klassische Quereinsteigerkarriere angesehen werden. Bischof, der seit 1992 Mitglied der ÖVP und des ÖAAB war, wurde im Jahr 1993 erstmals in die Vorarlberger Landesregierung als Landesrat für Soziales, Gesundheit, Krankenanstalten und Kultur berufen. Nach vier Jahren wurde er 1997 zum Landesstatthalter, also zum Stellvertreter des Vorarlberger Landeshauptmanns, gewählt. Nachdem er von 1999 bis zum Jahr 2004 wiederum Landesrat war, wurde er, nachdem die ÖVP bei der Landtagswahl im September desselben Jahres wieder die absolute Mehrheit im Landtag erreichte, erneut zum Landesstatthalter bestellt, was er bis zum Jahr 2006 blieb.
Im September 2006 erlitt Hans-Peter Bischof eine schwere Hirnblutung, die ihn letztlich dazu bewog, seine politischen Ämter am 13. Dezember 2006 niederzulegen. Sein Nachfolger als Landesstatthalter wurde der spätere Landeshauptmann Markus Wallner.